# Nils Middelboe
Nils Middelboe (Brunnby, Höganäs, Escània, Suècia, 5 d'octubre de 1887 – Frederiksberg, 21 de setembre de 1976) va ser un futbolista i àrbitre danès que va competir a començaments del segle xx. Jugà com a centrecampista i en el seu palmarès destaquen dues medalles de plata en la competició de futbol dels Jocs Olímpics de Londres de 1908 i d'Estocolm de 1912. El 1920 també els Jocs d'Anvers, on quedà eliminat en primera ronda. També guanyà la lliga danesa de futbol de 1912-1913. Era germà del també futbolista Kristian Middelboe.
Va ser el primer golejador amb la selecció nacional, en marcar el primer gol en el debut de la selecció als Jocs Olímpics d'Estiu de 1908. A la selecció danesa jugà un total de 15 partits, en què marcà set gols. El 1913 fitxà per l'equip anglès del Chelsea F.C., o fou el primer jugador estranger en jugar-hi.
Posteriorment fou entrenador del KB Copenhaguen, equip amb el qual es proclamà campió de lliga el 1940.
A banda, Middelboe fou un excel·lent atleta, com demostren els rècords nacionals de 800 metres (2' 05.02") i de triple salt (13,29 m) i els campionats nacionals de 4 x 100 metres relleus i triple salt.